# Imma Kilian-Dirlmeier
Imma Kilian-Dirlmeier (* 1941 in Hausham (Oberbayern); † November 2024 in Eberbach) war eine deutsche prähistorische Archäologin.
Imma Kilian war die Tochter des Altphilologen Franz Dirlmeier. Sie studierte an den Universitäten Hamburg, Berlin und Heidelberg Ur- und Frühgeschichte, Klassische Archäologie und Alte Geschichte. 1967 wurde sie an der Universität Heidelberg bei Vladimir Milojčić promoviert. Sie heiratete den Prähistoriker Klaus Kilian (1939–1992). Von 1969 bis 1978 war sie wissenschaftliche Mitarbeiterin am Institut für Vorgeschichte der Universität Frankfurt.
1985 wurde sie korrespondierendes Mitglied des Deutschen Archäologischen Instituts.
Ihre Forschungen galten überwiegend Metallfunden der Bronzezeit.

## Veröffentlichungen (Auswahl)
- Studien zur Ornamentik auf Bronzeblechgürteln und Gürtelblechen der Hallstattzeit aus Hallstatt und Bayern. In: Bericht der Römisch-Germanischen Kommission. Band 50, 1969, S. 97–189 (Dissertation; Digitalisat).
- Die hallstattzeitlichen Gürtelbleche und Belchgürtel Mitteleuropas (= Prähistorische Bronzefunde. Band XII 1). C. H. Beck, München 1972, ISBN 3-406-00753-8.
- Gürtelhaken, Gürtelbleche und Blechgürtel der Bronzezeit in Mitteleuropa (Ostfrankreich, Schweiz, Süddeutschland, Österreich, Tschechoslowakei, Ungarn, Nordwest-Jugoslawien) (= Prähistorische Bronzefunde. Abteilung 12, Band 2). C. H. Beck, München 1975, ISBN 3-406-00767-8.
- Anhänger in Griechenland von der mykenischen bis zur spätgeometrischen Zeit (griechisches Festland, Ionische Inseln, dazu Albanien und Jugoslawien, Mazedonien (= Prähistorische Bronzefunde. Abteilung 9, Band 2). C. H. Beck, München 1979, ISBN 3-406-07082-5.
- Nadeln der frühhelladischen bis archaischen Zeit von der Peloponnes (= Prähistorische Bronzefunde: Abteilung 13, Band 8). C. H. Beck, München 1984, ISBN 3-406-09066-4.
- Die Schwerter in Griechenland (ausserhalb der Peloponnes), Bulgarien und Albanien (= Prähistorische Bronzefunde. Abteilung 4. Band 2). Steiner, Stuttgart 1993, ISBN 3-515-06020-0.
- Kleinfunde aus dem Athena-Itonia-Heiligtum bei Philia (Thessalien) (= Monographien des Römisch-Germanischen Zentralmuseums. Band 48). Verlag des RGZM, Mainz 2004, ISBN 978-3-88467-064-4.
- Die bronzezeitlichen Gräber bei Nidri auf Leukas. Ausgrabungen von W. Dörpfeld 1903–1913 (= Monographien des Römisch-Germanischen Zentralmuseums. Band 62). Verlag des RGZM, Mainz 2005, ISBN 978-3-88467-092-7.
- mit Andrea Bräuning: Die eisenzeitlichen Grabhügel von Vergina. Die Ausgrabungen von Photis Petsas 1960–1961 (= Monographien des Römisch-Germanischen Zentralmuseums. Band 119). Verlag des RGZM, Mainz 2014, ISBN 978-3-7954-2860-0.